# Anders Alvemo
Anders Gustav Alvemo, född 24 juni 1946 i Göteborg, är en svensk arkitekt.
Alvemo, som är son till direktör Gösta Alvemo och legitimerad sjukgymnast Brita Assarsson, blev diplomarkitekt vid Eidgenössische Technische Hochschule i Zürich 1972, var assistent där 1971–1972, anställd vid Gherzi Engineering i Zürich 1972–1976, vid Bygg-Administration AB i Stockholm 1976–1978 samt verkställande direktör för SCAAN Consultants 1978–1984, för Scandiaconsult International 1985–1989 och i Kjessler & Mannerstråle AB från 1989–1998 och startade det egna företaget ATARAX AB 1999.